# کره جنوبی در المپیک تابستانی ۱۹۹۲
کره جنوبی در بازی‌های المپیک تابستانی ۱۹۹۲ که در شهر بارسلونا اسپانیا برگزار شد، کاروان کره جنوبی با ۲۲۶ ورزشکار در این رقابت‌ها شرکت کرد و موفق به کسب ۲۹ مدال (۱۲ طلا، ۵ نقره، ۱۲ برنز) شد. در جدول رتبه‌بندی توزیع مدال‌ها، کره جنوبی در ردهٔ ۷ مسابقات قرار گرفت.